# Палкинский район
Па́лкинский райо́н — административно-территориальная единица (район) и муниципальное образование (муниципальный район) на западе Псковской области России.
Административный центр — посёлок городского типа Палкино.

## География
Площадь 1207 км². Район граничит на востоке с Псковским и Островским, на юге — с Пыталовским, на западе — с Печорским районами Псковской области РФ, на юго-западе — с Алуксненским и Вилякским краями Латвии.

## Население
| 1959   | 1970    | 1979    | 1989    | 2002    | 2008  | 2009  | 2010  | 2011  |
| ------ | ------- | ------- | ------- | ------- | ----- | ----- | ----- | ----- |
| 25 093 | ↘17 632 | ↘13 708 | ↘12 406 | ↘10 520 | ↘9839 | ↘9698 | ↘8826 | ↘8791 |
| 2012   | 2013    | 2014    | 2015    | 2016    | 2017  | 2018  | 2019  | 2020  |
| ↘8555  | ↘8325   | ↘8133   | ↘8091   | ↘8002   | ↘7791 | ↘7599 | ↘7317 | ↘7081 |
| 2021   | 2023    |         |         |         |       |       |       |       |
| ↗7615  | ↘7371   |         |         |         |       |       |       |       |

По состоянию на 1 января 2021 года из 7371 жителей района в городских условиях (в пгт Палкино) проживают 38,94 % населения района (или 2870 человека), в сельских — 61,06 % или 4501 человека.
По данным переписи населения 2010 года численность населения района составляла 8826 человек, в том числе 2924 городских жителей (33,13 % от общего населения) и 5902 сельских жителей (66,87 %).
Динамика городского и сельского населения в 1926—2011 годах
| Территория              | 1959  | 1970  | 1979  | 1989  | 2002  | 2010 | 2011 |
| ----------------------- | ----- | ----- | ----- | ----- | ----- | ---- | ---- |
| Всего по району         | 25790 | 17856 | 13630 | 12392 | 10520 | 9569 | 8791 |
| рабочий посёлок Палкино | -     | -     | -     | 3406  | 3201  | 3153 | 2926 |
| сельское население      | 25790 | 17856 | 13630 | 8986  | 7319  | 6416 | 5865 |

Национальный состав
По итогам переписи населения 2020 года проживали следующие национальности (национальности менее 0,1 % и другое, см. в сноске к строке «Другие»):
| Национальность | Численность, чел. | Доля     |
| -------------- | ----------------- | -------- |
| Русские        | 7115              | 93,43 %  |
| Украинцы       | 89                | 1,17 %   |
| Армяне         | 82                | 1,08 %   |
| Белорусы       | 66                | 0,87 %   |
| Цыгане         | 48                | 0,63 %   |
| Татары         | 24                | 0,32 %   |
| Таджики        | 15                | 0,20 %   |
| Узбеки         | 13                | 0,17 %   |
| Латыши         | 9                 | 0,12 %   |
| Другие         | 154               | 2,01 %   |
| Итого          | 7615              | 100,00 % |

## Населённые пункты
По переписи 2002 года на территории района было 375 сельских населённых пунктов, из которых в 56 деревнях население отсутствовало, в 97 деревнях жило от 1 до 5 человек, в 87 — от 6 до 10 человек, в 80 — от 11 до 25 человек, в 36 — от 26 до 50 человек, в 9 — от 51 до 100 человек, в 4 — от 101 до 200 человек, в 4 — от 201 до 500 человек и в 2 — от 501 до 1000 человек.
По переписи 2010 года на территории района было расположено 375 сельских населённых пунктов, из которых в 90 деревнях население отсутствовало, в 117 деревнях жило от 1 до 5 человек, в 72 — от 6 до 10 человек, в 59 — от 11 до 25 человек, в 20 — от 26 до 50 человек, в 7 — от 51 до 100 человек, в 4 — от 101 до 200 человек, в 5 — от 201 до 500 человек и в одном сельском населённом пункте — от 501 до 1000 человек.
На данный момент в район входят 375 населённых пунктов, в том числе 1 посёлок городского типа и 374 сельских населённых пункта:
| №   | Населённый пункт | Тип     | Население, чел. | Муниципальное образование |
| --- | ---------------- | ------- | --------------- | ------------------------- |
| 1   | Аксёново         | деревня | ↘6              | Качановская волость       |
| 2   | Алексехново      | деревня | →0              | Качановская волость       |
| 3   | Анашкино         | деревня | ↗19             | Качановская волость       |
| 4   | Анженки          | деревня | ↗8              | Качановская волость       |
| 5   | Анскино          | деревня | ↗5              | Палкинская волость        |
| 6   | Антоново         | деревня | →0              | Новоуситовская волость    |
| 7   | Апарино          | деревня | ↗1              | Палкинская волость        |
| 8   | Асташово         | деревня | →0              | Качановская волость       |
| 9   | Ахлупы           | деревня | →1              | Новоуситовская волость    |
| 10  | Бадухино         | деревня | ↘4              | Палкинская волость        |
| 11  | Баженово         | деревня | ↘4              | Черская волость           |
| 12  | Базары           | деревня | ↘13             | Палкинская волость        |
| 13  | Баландино        | деревня | →0              | Палкинская волость        |
| 14  | Бараново         | деревня | ↘7              | Новоуситовская волость    |
| 15  | Батьково         | деревня | →3              | Новоуситовская волость    |
| 16  | Бахлы            | деревня | →0              | Новоуситовская волость    |
| 17  | Белохвостово     | деревня | ↘1              | Палкинская волость        |
| 18  | Белуши           | деревня | →3              | Качановская волость       |
| 19  | Бенево           | деревня | ↗6              | Палкинская волость        |
| 20  | Березино         | деревня | →4              | Новоуситовская волость    |
| 21  | Бехтерево        | деревня | ↗11             | Палкинская волость        |
| 22  | Бобъяково        | деревня | ↗99             | Палкинская волость        |
| 23  | Богдаши          | деревня | ↘31             | Новоуситовская волость    |
| 24  | Бокачево         | деревня | →0              | Палкинская волость        |
| 25  | Бокачи           | деревня | ↘1              | Качановская волость       |
| 26  | Боловино         | деревня | ↘8              | Новоуситовская волость    |
| 27  | Болотово         | деревня | ↗17             | Палкинская волость        |
| 28  | Большое Плетнево | деревня | ↘12             | Новоуситовская волость    |
| 29  | Боровики         | деревня | ↗75             | Палкинская волость        |
| 30  | Бородино         | деревня | ↘17             | Новоуситовская волость    |
| 31  | Борохново        | деревня | ↘48             | Палкинская волость        |
| 32  | Ботвино          | деревня | ↘16             | Качановская волость       |
| 33  | Браги            | деревня | ↗4              | Палкинская волость        |
| 34  | Бритиково        | деревня | ↗12             | Палкинская волость        |
| 35  | Брицы            | деревня | ↗4              | Качановская волость       |
| 36  | Букино           | деревня | ↗1              | Новоуситовская волость    |
| 37  | Бунгино          | деревня | ↘5              | Палкинская волость        |
| 38  | Бытнево          | деревня | ↘8              | Качановская волость       |
| 39  | Вадницы          | деревня | ↗1              | Палкинская волость        |
| 40  | Вадрино          | деревня | ↘19             | Черская волость           |
| 41  | Вандыши          | деревня | ↘3              | Новоуситовская волость    |
| 42  | Ванино           | деревня | →1              | Новоуситовская волость    |
| 43  | Ванютино         | деревня | →0              | Новоуситовская волость    |
| 44  | Ванюха           | деревня | ↗23             | Черская волость           |
| 45  | Васильево        | деревня | ↘140            | Палкинская волость        |
| 46  | Вашково          | деревня | ↘8              | Качановская волость       |
| 47  | Ведюги           | деревня | →0              | Палкинская волость        |
| 48  | Великие Суки     | деревня | →0              | Качановская волость       |
| 49  | Великополье      | деревня | →1              | Палкинская волость        |
| 50  | Веретье          | деревня | ↘3              | Палкинская волость        |
| 51  | Вернявино        | деревня | ↘602            | Черская волость           |
| 52  | Волково          | деревня | ↘7              | Качановская волость       |
| 53  | Волково          | деревня | ↗7              | Черская волость           |
| 54  | Володькино       | деревня | ↘12             | Качановская волость       |
| 55  | Воробьи          | деревня | →0              | Новоуситовская волость    |
| 56  | Воронино         | деревня | ↘14             | Черская волость           |
| 57  | Вороны           | деревня | ↘19             | Новоуситовская волость    |
| 58  | Ворошилово       | деревня | →7              | Палкинская волость        |
| 59  | Выставка         | деревня | ↗3              | Палкинская волость        |
| 60  | Выстрелово       | деревня | ↗31             | Качановская волость       |
| 61  | Гаврилово        | деревня | →0              | Палкинская волость        |
| 62  | Гахново          | деревня | ↗8              | Палкинская волость        |
| 63  | Глазаново        | деревня | ↗3              | Качановская волость       |
| 64  | Глазуны          | деревня | ↘3              | Новоуситовская волость    |
| 65  | Гнилино          | деревня | ↘3              | Палкинская волость        |
| 66  | Говядово         | деревня | →0              | Черская волость           |
| 67  | Гоглово          | деревня | →8              | Палкинская волость        |
| 68  | Гоголево         | деревня | ↘2              | Палкинская волость        |
| 69  | Голубово         | деревня | ↘22             | Качановская волость       |
| 70  | Голубы           | деревня | ↘0              | Палкинская волость        |
| 71  | Гора             | деревня | →0              | Палкинская волость        |
| 72  | Горбово          | деревня | ↗14             | Палкинская волость        |
| 73  | Горбунова Гора   | деревня | →83             | Качановская волость       |
| 74  | Горбуны          | деревня | ↘3              | Новоуситовская волость    |
| 75  | Горино           | деревня | ↘2              | Палкинская волость        |
| 76  | Городище         | деревня | ↘7              | Качановская волость       |
| 77  | Горончарово      | деревня | ↘7              | Качановская волость       |
| 78  | Гороховище       | деревня | ↘9              | Палкинская волость        |
| 79  | Горушка          | деревня | ↘5              | Палкинская волость        |
| 80  | Грибулек         | деревня | →16             | Качановская волость       |
| 81  | Грибули          | деревня | ↘84             | Новоуситовская волость    |
| 82  | Грибульские      | деревня | →0              | Качановская волость       |
| 83  | Гривки           | деревня | ↗8              | Палкинская волость        |
| 84  | Гриханиха        | деревня | ↗17             | Черская волость           |
| 85  | Гришаково        | деревня | →0              | Палкинская волость        |
| 86  | Губаново         | деревня | ↗21             | Качановская волость       |
| 87  | Гусаково         | деревня | →1              | Качановская волость       |
| 88  | Давыдова Гора    | деревня | →4              | Качановская волость       |
| 89  | Данилкино        | деревня | ↘6              | Палкинская волость        |
| 90  | Дворянкино       | деревня | ↘10             | Качановская волость       |
| 91  | Декшари          | деревня | ↘0              | Новоуситовская волость    |
| 92  | Демеши           | деревня | →0              | Палкинская волость        |
| 93  | Дешманы          | деревня | →4              | Палкинская волость        |
| 94  | Диванисы         | деревня | ↘0              | Новоуситовская волость    |
| 95  | Дивино           | деревня | →0              | Новоуситовская волость    |
| 96  | Добычи           | деревня | ↘13             | Новоуситовская волость    |
| 97  | Доньшино         | деревня | →31             | Черская волость           |
| 98  | Дорожино         | деревня | ↘17             | Новоуситовская волость    |
| 99  | Дубохново        | деревня | →7              | Палкинская волость        |
| 100 | Дудниково        | деревня | ↗23             | Палкинская волость        |
| 101 | Дулово           | деревня | ↘6              | Палкинская волость        |
| 102 | Еваново          | деревня | ↘17             | Черская волость           |
| 103 | Евстифени        | деревня | ↗5              | Новоуситовская волость    |
| 104 | Елизаветино      | деревня | ↘4              | Черская волость           |
| 105 | Елисеево         | деревня | ↘6              | Черская волость           |
| 106 | Еремино          | деревня | ↘19             | Черская волость           |
| 107 | Ерилово          | деревня | ↘16             | Новоуситовская волость    |
| 108 | Ермаково         | деревня | ↗6              | Палкинская волость        |
| 109 | Ершово           | деревня | ↘3              | Черская волость           |
| 110 | Жегулиха         | деревня | →2              | Черская волость           |
| 111 | Жилино           | деревня | →0              | Палкинская волость        |
| 112 | Жилино           | деревня | ↘19             | Палкинская волость        |
| 113 | Жуково           | деревня | ↘24             | Качановская волость       |
| 114 | Жуково           | деревня | →0              | Новоуситовская волость    |
| 115 | Жуково           | деревня | →0              | Палкинская волость        |
| 116 | Заболотье        | деревня | ↗31             | Палкинская волость        |
| 117 | Заборовье        | деревня | ↘3              | Палкинская волость        |
| 118 | Загорье          | деревня | ↘4              | Палкинская волость        |
| 119 | Зайцево          | деревня | ↘7              | Палкинская волость        |
| 120 | Заполье          | деревня | ↘4              | Палкинская волость        |
| 121 | Запятково        | деревня | ↘6              | Черская волость           |
| 122 | Захонье          | деревня | →3              | Палкинская волость        |
| 123 | Золотавино       | деревня | ↘3              | Палкинская волость        |
| 124 | Зубовщина        | деревня | ↘4              | Палкинская волость        |
| 125 | Зубры            | деревня | ↘8              | Качановская волость       |
| 126 | Зуево            | деревня | →1              | Палкинская волость        |
| 127 | Иваново          | деревня | ↘13             | Палкинская волость        |
| 128 | Ильгино          | деревня | →0              | Палкинская волость        |
| 129 | Ирхино           | деревня | ↘1              | Палкинская волость        |
| 130 | Исаино           | деревня | →3              | Новоуситовская волость    |
| 131 | Истомино         | деревня | ↘1              | Палкинская волость        |
| 132 | Июдино           | деревня | ↘3              | Черская волость           |
| 133 | Казаково         | деревня | ↘3              | Палкинская волость        |
| 134 | Капустино        | деревня | →9              | Палкинская волость        |
| 135 | Каратыгино       | деревня | ↘9              | Черская волость           |
| 136 | Карпино          | деревня | →5              | Палкинская волость        |
| 137 | Качаново         | село    | ↘494            | Качановская волость       |
| 138 | Киселево         | деревня | →0              | Палкинская волость        |
| 139 | Китенки          | деревня | ↘22             | Новоуситовская волость    |
| 140 | Клюево           | деревня | →0              | Палкинская волость        |
| 141 | Клюкино          | деревня | ↗2              | Палкинская волость        |
| 142 | Ключи            | деревня | ↗34             | Качановская волость       |
| 143 | Козельник        | деревня | ↗4              | Качановская волость       |
| 144 | Козино           | деревня | →0              | Новоуситовская волость    |
| 145 | Козлы            | деревня | ↘8              | Качановская волость       |
| 146 | Колчино          | деревня | →0              | Новоуситовская волость    |
| 147 | Кононово         | деревня | ↘11             | Новоуситовская волость    |
| 148 | Коровкино        | деревня | ↘6              | Палкинская волость        |
| 149 | Коровье Село     | деревня | ↘38             | Черская волость           |
| 150 | Костино          | деревня | →3              | Качановская волость       |
| 151 | Костово-Горушка  | деревня | →0              | Качановская волость       |
| 152 | Костыгово        | деревня | ↗7              | Палкинская волость        |
| 153 | Котово-Заречье   | деревня | ↗19             | Качановская волость       |
| 154 | Красино          | деревня | ↗202            | Черская волость           |
| 155 | Краснодудово     | деревня | →9              | Палкинская волость        |
| 156 | Крашняково       | деревня | →5              | Палкинская волость        |
| 157 | Кренево          | деревня | →8              | Качановская волость       |
| 158 | Крюково          | деревня | ↘67             | Новоуситовская волость    |
| 159 | Кудрово          | деревня | →0              | Качановская волость       |
| 160 | Кудровская Дача  | деревня | →1              | Качановская волость       |
| 161 | Кузнечонки       | деревня | →1              | Палкинская волость        |
| 162 | Кузьмино         | деревня | →1              | Черская волость           |
| 163 | Купряшихино      | деревня | →0              | Новоуситовская волость    |
| 164 | Лабутино         | деревня | ↗7              | Палкинская волость        |
| 165 | Лаврово          | деревня | →6              | Палкинская волость        |
| 166 | Ладыгино         | деревня | ↘11             | Качановская волость       |
| 167 | Ладыгино         | деревня | →0              | Палкинская волость        |
| 168 | Ласковицы        | деревня | →8              | Черская волость           |
| 169 | Лашунино         | деревня | →0              | Новоуситовская волость    |
| 170 | Леонтьево        | деревня | ↗24             | Палкинская волость        |
| 171 | Лепенцово        | деревня | →0              | Качановская волость       |
| 172 | Лесная           | деревня | ↘0              | Черская волость           |
| 173 | Лещихино         | деревня | ↗439            | Палкинская волость        |
| 174 | Лисихино         | деревня | ↘3              | Новоуситовская волость    |
| 175 | Лобаны           | деревня | ↘14             | Черская волость           |
| 176 | Логово           | деревня | →0              | Палкинская волость        |
| 177 | Локно            | деревня | ↘43             | Палкинская волость        |
| 178 | Лопатино         | деревня | →0              | Палкинская волость        |
| 179 | Лоси             | деревня | ↘1              | Новоуситовская волость    |
| 180 | Луг              | деревня | ↘29             | Качановская волость       |
| 181 | Луг              | деревня | ↘0              | Черская волость           |
| 182 | Луговицы         | деревня | ↗20             | Черская волость           |
| 183 | Лухново          | деревня | ↘5              | Палкинская волость        |
| 184 | Лысы-Мухи        | деревня | →3              | Качановская волость       |
| 185 | Любять           | деревня | →0              | Палкинская волость        |
| 186 | Макаренки        | деревня | →0              | Качановская волость       |
| 187 | Макарово         | деревня | ↘7              | Новоуситовская волость    |
| 188 | Максимково       | деревня | ↘1              | Качановская волость       |
| 189 | Малое Ермаково   | деревня | →0              | Палкинская волость        |
| 190 | Малое Плетнево   | деревня | ↗7              | Новоуситовская волость    |
| 191 | Манухново        | деревня | ↗4              | Качановская волость       |
| 192 | Марково          | деревня | ↘0              | Палкинская волость        |
| 193 | Маслово          | деревня | ↘15             | Качановская волость       |
| 194 | Машково          | деревня | ↘0              | Качановская волость       |
| 195 | Медведево        | деревня | →0              | Новоуситовская волость    |
| 196 | Медведково       | деревня | ↗2              | Палкинская волость        |
| 197 | Медниково        | деревня | ↗9              | Качановская волость       |
| 198 | Межник           | деревня | ↘0              | Палкинская волость        |
| 199 | Мельница         | деревня | ↗6              | Качановская волость       |
| 200 | Мельница         | деревня | ↗10             | Палкинская волость        |
| 201 | Мимино           | деревня | ↘2              | Черская волость           |
| 202 | Михалево         | деревня | →0              | Качановская волость       |
| 203 | Михали           | деревня | ↗11             | Новоуситовская волость    |
| 204 | Мольгино         | деревня | ↘18             | Палкинская волость        |
| 205 | Мохново          | деревня | →2              | Новоуситовская волость    |
| 206 | Мочалово         | деревня | ↗4              | Новоуситовская волость    |
| 207 | Мылово           | деревня | ↗5              | Палкинская волость        |
| 208 | Мышкино          | деревня | →0              | Палкинская волость        |
| 209 | Наумки           | деревня | ↘5              | Новоуситовская волость    |
| 210 | Наумково         | деревня | ↗7              | Черская волость           |
| 211 | Небоги           | деревня | ↘0              | Новоуситовская волость    |
| 212 | Некрасово        | село    | →0              | Черская волость           |
| 213 | Никоново         | деревня | →0              | Палкинская волость        |
| 214 | Новая Уситва     | деревня | ↘370            | Новоуситовская волость    |
| 215 | Ново-Горшково    | деревня | ↗2              | Качановская волость       |
| 216 | Носово           | деревня | →0              | Палкинская волость        |
| 217 | Носово           | деревня | ↗3              | Новоуситовская волость    |
| 218 | Нутрецово        | деревня | →0              | Палкинская волость        |
| 219 | Огнянниково      | деревня | ↘1              | Черская волость           |
| 220 | Огурцы           | деревня | →0              | Новоуситовская волость    |
| 221 | Озерчины         | деревня | ↘0              | Качановская волость       |
| 222 | Оклад            | деревня | →0              | Палкинская волость        |
| 223 | Оленино          | деревня | ↗4              | Черская волость           |
| 224 | Олохово          | деревня | ↗11             | Палкинская волость        |
| 225 | Орехова Гора     | деревня | ↘0              | Черская волость           |
| 226 | Орлы             | деревня | ↗13             | Черская волость           |
| 227 | Осташи           | деревня | →8              | Новоуситовская волость    |
| 228 | Отрез-Гора       | деревня | ↘2              | Качановская волость       |
| 229 | Павлово          | деревня | →0              | Качановская волость       |
| 230 | Павлово          | деревня | ↘3              | Черская волость           |
| 231 | Палкино          | пгт     | ↗2870           | Палкино                   |
| 232 | Панево           | деревня | →1              | Палкинская волость        |
| 233 | Панкратово       | деревня | →2              | Качановская волость       |
| 234 | Парфеево         | деревня | ↘1              | Палкинская волость        |
| 235 | Парфеево         | деревня | →0              | Черская волость           |
| 236 | Пахомово         | деревня | ↘5              | Палкинская волость        |
| 237 | Пемпеши          | деревня | →2              | Качановская волость       |
| 238 | Перово           | деревня | ↗18             | Новоуситовская волость    |
| 239 | Пески-Филатково  | деревня | ↘1              | Новоуситовская волость    |
| 240 | Пестово          | деревня | →0              | Новоуситовская волость    |
| 241 | Петригино        | деревня | ↗8              | Палкинская волость        |
| 242 | Плавучая Берёза  | деревня | →0              | Черская волость           |
| 243 | Плешаново        | деревня | →1              | Новоуситовская волость    |
| 244 | Плуги            | деревня | →1              | Новоуситовская волость    |
| 245 | Подгорни         | деревня | ↘3              | Новоуситовская волость    |
| 246 | Поддубно         | деревня | →0              | Качановская волость       |
| 247 | Поддубно         | деревня | →0              | Качановская волость       |
| 248 | Подмогилье-1     | деревня | ↗6              | Новоуситовская волость    |
| 249 | Подмогилье-2     | деревня | ↘7              | Новоуситовская волость    |
| 250 | Подсев           | деревня | ↘8              | Качановская волость       |
| 251 | Подсосонье       | деревня | ↘3              | Черская волость           |
| 252 | Подчерничье      | деревня | →0              | Палкинская волость        |
| 253 | Покровская Дача  | деревня | ↗36             | Качановская волость       |
| 254 | Полены           | деревня | ↘40             | Палкинская волость        |
| 255 | Полухново        | деревня | →3              | Палкинская волость        |
| 256 | Поповские Хутора | деревня | →0              | Качановская волость       |
| 257 | Порошино         | деревня | →0              | Новоуситовская волость    |
| 258 | Прахново         | деревня | →6              | Палкинская волость        |
| 259 | Проскурничино    | деревня | ↗4              | Черская волость           |
| 260 | Проскуряки       | деревня | →0              | Палкинская волость        |
| 261 | Пуричино         | деревня | ↗7              | Новоуситовская волость    |
| 262 | Пучково          | деревня | →0              | Черская волость           |
| 263 | Разливы          | деревня | →6              | Качановская волость       |
| 264 | Раихино          | деревня | ↘23             | Новоуситовская волость    |
| 265 | Ровдино          | деревня | →8              | Новоуситовская волость    |
| 266 | Родовое          | деревня | ↘209            | Качановская волость       |
| 267 | Рожкополье       | деревня | ↘12             | Черская волость           |
| 268 | Рокотово         | деревня | ↗6              | Качановская волость       |
| 269 | Романково        | деревня | ↗68             | Качановская волость       |
| 270 | Ромахново        | деревня | ↗27             | Качановская волость       |
| 271 | Рубцово          | деревня | ↗61             | Палкинская волость        |
| 272 | Рунцево          | деревня | →0              | Палкинская волость        |
| 273 | Рупосово         | деревня | ↘0              | Качановская волость       |
| 274 | Ручьи            | деревня | ↘31             | Новоуситовская волость    |
| 275 | Рыжково          | деревня | ↗8              | Новоуситовская волость    |
| 276 | Рычково          | деревня | ↘2              | Палкинская волость        |
| 277 | Рясцы            | деревня | ↗23             | Качановская волость       |
| 278 | Самохвалово      | деревня | ↗17             | Качановская волость       |
| 279 | Самохвалово      | деревня | →2              | Новоуситовская волость    |
| 280 | Самохвалово      | деревня | ↘11             | Палкинская волость        |
| 281 | Самулино         | деревня | ↗13             | Палкинская волость        |
| 282 | Самухново        | деревня | →1              | Палкинская волость        |
| 283 | Саньково         | деревня | →0              | Палкинская волость        |
| 284 | Саприхино        | деревня | →0              | Качановская волость       |
| 285 | Сараево          | деревня | ↘5              | Палкинская волость        |
| 286 | Сарпуниха        | деревня | ↗7              | Черская волость           |
| 287 | Сафошниково      | деревня | →6              | Новоуситовская волость    |
| 288 | Свириково        | деревня | ↘30             | Палкинская волость        |
| 289 | Селезнево        | деревня | ↗14             | Черская волость           |
| 290 | Сергино          | деревня | ↘6              | Палкинская волость        |
| 291 | Сергино          | деревня | ↘14             | Качановская волость       |
| 292 | Сергино          | деревня | ↘36             | Качановская волость       |
| 293 | Сергино          | деревня | ↗47             | Качановская волость       |
| 294 | Сергинские-Горки | деревня | →0              | Качановская волость       |
| 295 | Сиги             | деревня | ↘1              | Черская волость           |
| 296 | Сидорово         | деревня | ↘8              | Палкинская волость        |
| 297 | Сидорово         | деревня | ↘1              | Палкинская волость        |
| 298 | Симоново         | деревня | →3              | Палкинская волость        |
| 299 | Симоняты         | деревня | ↗18             | Новоуситовская волость    |
| 300 | Синицы           | деревня | →8              | Новоуситовская волость    |
| 301 | Скоробогани      | деревня | ↘5              | Новоуситовская волость    |
| 302 | Слепнево         | деревня | →2              | Качановская волость       |
| 303 | Слопыгино        | деревня | ↘335            | Палкинская волость        |
| 304 | Смоленки         | деревня | ↗21             | Качановская волость       |
| 305 | Сопки            | деревня | ↘5              | Новоуситовская волость    |
| 306 | Сопры            | деревня | →0              | Новоуситовская волость    |
| 307 | Сорокино         | деревня | →0              | Качановская волость       |
| 308 | Сорокино         | деревня | →3              | Палкинская волость        |
| 309 | Спудищи          | деревня | ↘5              | Качановская волость       |
| 310 | Старорусцево     | деревня | →1              | Палкинская волость        |
| 311 | Староселье       | деревня | ↘26             | Черская волость           |
| 312 | Стержни          | деревня | →3              | Новоуситовская волость    |
| 313 | Струглица        | деревня | ↗2              | Палкинская волость        |
| 314 | Стукалово        | деревня | →5              | Качановская волость       |
| 315 | Суслово          | деревня | →4              | Качановская волость       |
| 316 | Сухлово          | деревня | →7              | Палкинская волость        |
| 317 | Суховерково      | деревня | ↗17             | Качановская волость       |
| 318 | Сысоево          | деревня | ↘30             | Палкинская волость        |
| 319 | Сыченка          | деревня | →2              | Палкинская волость        |
| 320 | Тарабухино       | деревня | →0              | Качановская волость       |
| 321 | Тараскино        | деревня | ↗5              | Палкинская волость        |
| 322 | Тимошино         | деревня | →2              | Палкинская волость        |
| 323 | Тиуши            | деревня | ↘6              | Палкинская волость        |
| 324 | Треугольник      | деревня | →0              | Качановская волость       |
| 325 | Троицкие         | деревня | →0              | Качановская волость       |
| 326 | Троши            | деревня | ↘14             | Новоуситовская волость    |
| 327 | Трубицино        | деревня | ↘14             | Новоуситовская волость    |
| 328 | Трумалево        | деревня | ↘13             | Качановская волость       |
| 329 | Тульцево         | деревня | →0              | Качановская волость       |
| 330 | Тумасы           | деревня | ↘15             | Качановская волость       |
| 331 | Тюпы             | деревня | →0              | Новоуситовская волость    |
| 332 | Тяпколово        | деревня | ↘11             | Качановская волость       |
| 333 | Угольница        | деревня | →0              | Качановская волость       |
| 334 | Улкино           | деревня | ↘0              | Палкинская волость        |
| 335 | Унтино           | деревня | ↗6              | Качановская волость       |
| 336 | Усадище          | деревня | ↗4              | Палкинская волость        |
| 337 | Усадище          | деревня | ↘1              | Новоуситовская волость    |
| 338 | Усадище          | деревня | ↗19             | Палкинская волость        |
| 339 | Усох             | деревня | ↘5              | Палкинская волость        |
| 340 | Усы              | деревня | ↗10             | Черская волость           |
| 341 | Ушаки            | деревня | ↘1              | Новоуситовская волость    |
| 342 | Федориха         | деревня | ↘3              | Черская волость           |
| 343 | Филатово         | деревня | →2              | Новоуситовская волость    |
| 344 | Фишово           | деревня | ↗1              | Палкинская волость        |
| 345 | Флорево          | деревня | ↘4              | Палкинская волость        |
| 346 | Флягино          | деревня | ↘5              | Палкинская волость        |
| 347 | Харино           | деревня | →2              | Палкинская волость        |
| 348 | Харишино         | деревня | ↘0              | Новоуситовская волость    |
| 349 | Харлапково       | деревня | ↗20             | Палкинская волость        |
| 350 | Хашки            | деревня | ↘4              | Новоуситовская волость    |
| 351 | Хохлы            | деревня | ↘124            | Новоуситовская волость    |
| 352 | Цыплята          | деревня | ↘0              | Палкинская волость        |
| 353 | Чернокуново      | деревня | ↗1              | Палкинская волость        |
| 354 | Черская          | деревня | ↘61             | Черская волость           |
| 355 | Шабаны           | деревня | ↘126            | Новоуситовская волость    |
| 356 | Шалаи            | деревня | →0              | Новоуситовская волость    |
| 357 | Шарански         | деревня | ↘0              | Черская волость           |
| 358 | Шевелёво         | деревня | ↘0              | Палкинская волость        |
| 359 | Шевелёво         | деревня | →0              | Палкинская волость        |
| 360 | Шевели           | деревня | ↗6              | Палкинская волость        |
| 361 | Шейкино          | деревня | →2              | Палкинская волость        |
| 362 | Шкарино          | деревня | ↘40             | Новоуситовская волость    |
| 363 | Шурпалово        | деревня | ↘2              | Палкинская волость        |
| 364 | Щадрица          | деревня | →0              | Новоуситовская волость    |
| 365 | Щеголицы         | деревня | →6              | Новоуситовская волость    |
| 366 | Щепец            | деревня | ↗16             | Палкинская волость        |
| 367 | Юматово          | деревня | →0              | Палкинская волость        |
| 368 | Юматово          | деревня | →0              | Палкинская волость        |
| 369 | Юхново           | деревня | →3              | Качановская волость       |
| 370 | Ягодкино         | деревня | ↗15             | Палкинская волость        |
| 371 | Язвино           | деревня | ↗5              | Качановская волость       |
| 372 | Ярлыки           | деревня | ↘2              | Качановская волость       |
| 373 | Ярцево           | деревня | →0              | Качановская волость       |
| 374 | Яхново           | деревня | →6              | Палкинская волость        |
| 375 | Яшково           | деревня | →1              | Качановская волость       |

## Муниципально-территориальное устройство
С апреля 2015 года в состав Палкинского района входят 5 муниципальных образований, в том числе: 1 городское и 4 сельских поселений (волости):
| № | Муниципальное образование | Статус МО | Административный центр | Количество населённых пунктов | Население                                                                                  | Площадь, км² |
| - | ------------------------- | --------- | ---------------------- | ----------------------------- | ------------------------------------------------------------------------------------------ | ------------ |
| 1 | Палкино                   | ГП        | р.п. Палкино           | 1                             | ↗2870                                                                                      | 3,1          |
| 2 | Качановская волость       | СП        | село Качаново          | 95                            | ↗1207                                                                                      | 394,4        |
| 3 | Новоуситовская волость    | СП        | деревня Новая Уситва   | 85                            | Получено слишком много сущностей из Викиданные. Количество загруженных сущностей: 400/400. | 238,8        |
| 4 | Палкинская волость        | СП        | р.п. Палкино           | 146                           | Получено слишком много сущностей из Викиданные. Количество загруженных сущностей: 400/400. | 425,5        |
| 5 | Черская волость           | СП        | деревня Вернявино      | 48                            | Получено слишком много сущностей из Викиданные. Количество загруженных сущностей: 400/400. | 145,2        |

### История административного устройства

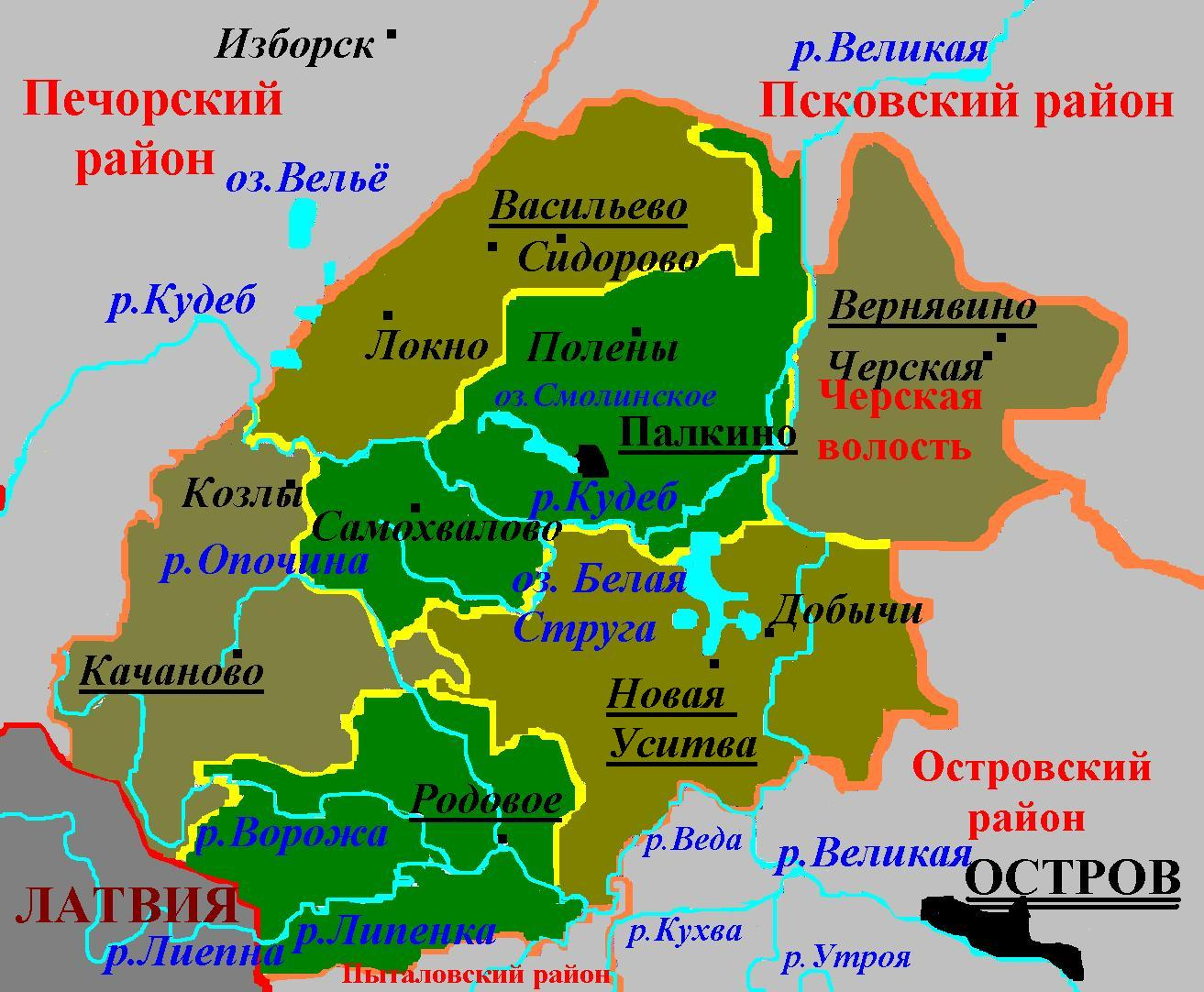
Административное деление Палкинского района в 1995—2015 годах (в 1966—1995 годах — вместо волостей — одноимённые сельсоветы)

В 1966—1995 годах район делился на 6 сельских советов; в 1985 году село Палкино выделилось из Палкинского сельсовета ввиду наделения его статусом рабочего посёлка (пгт) и образования отдельного поссовета (Палкинского поселкового совета).
В 1995 году все сельсоветы Палкинского района были преобразованы в одноимённые волости.
В 2005 году в составе Палкинского района было образовано 7 муниципальных образований (Областной закон от 28 февраля 2005 года № 420-ОЗ): 6 сельских поселений (волостей) и 1 городское поселение.:
Административное деление в 1995—2015
| № | Муниципальное образование | Статус МО | Население, 14.10.2010 чел. | Население, 01.01.2015 чел. | Административный центр |
| - | ------------------------- | --------- | -------------------------- | -------------------------- | ---------------------- |
| 1 | Палкино                   | ГП        | 2924                       | 2740                       | пгт Палкино            |
| 2 | Васильевская волость      | СП        | 513                        | 412                        | деревня Васильево      |
| 3 | Качановская волость       | СП        | 794                        | 661                        | село Качаново          |
| 4 | Палкинская волость        | СП        | 1373                       | 1473                       | пгт Палкино            |
| 5 | Новоуситовская волость    | СП        | 1285                       | 1061                       | деревня Новая Уситва   |
| 6 | Родовская волость         | СП        | 749                        | 673                        | деревня Родовое        |
| 7 | Черская волость           | СП        | 1188                       | 1071                       | деревня Вернявино      |

Согласно Закону Псковской области от 30 марта 2015 года № 1508-ОЗ «О преобразовании муниципальных образований» в состав Качановской волости была включена упразднённая Родовская волость, а в состав Палкинской волости — упразднённая Васильевская волость.

## История
Район образован постановлением Президиума ВЦИК от 1 августа 1927 года одновременно с образованием Ленинградской области и первоначально входил в состав Псковского округа. В состав района была включена Палкинская волость Псковского уезда и часть Халтуринской волости Островского уезда Псковской губернии. Первоначально район был разделён на 11 сельсоветов: Гавриловский, Гнилинский, Гороховский, Добычинский, Дорожинский, Ключевский, Краснодудовский, Локновский, Любятинский, Палкинский, Симонятский.
Постановлением ЦИК и СНК СССР от 23 июля 1930 года округа были упразднены, и район был подчинён непосредственно областным органам.
Постановлением Президиума ВЦИК от 20 сентября 1931 года Палкинский район был упразднён, его территория вошла в состав Островского района.
Постановлением Президиума ВЦИК от 15 февраля 1935 года район образован вновь. В его состав были включены Гороховский, Добыченский, Дорожинский, Ключевский, Макаровский, Мининский, Палкинский, Симонятский сельсоветы Островского района и Воронинский, Гавриловский, Гнилинский, Краснодудовский, Локновский, Любятинский, Савинский сельсоветы Псковского района.
Постановлением Президиума ВЦИК от 22 марта 1935 года в составе Ленинградской области образован Псковский округ и Палкинский район был включён в его состав.
После включения прибалтийских республик в состав СССР Указом Президиума Верховного Совета РСФСР от 19 сентября 1940 года Псковский округ был упразднён и район вновь стал непосредственно подчиняться областным органам.
Указом Президиума Верховного Совета СССР от 23 августа 1944 года образована Псковская область и Палкинский район был включён в её состав.
Указом Президиума Верховного Совета РСФСР от 16 июня 1954 года объединены сельсоветы: а) Воронинский, Мининский и Савинский — в Черский сельсовет; б) Гавриловский и Гнилинский — в Гавриловский сельсовет; в) Добыченский и Дороженский — в Добыченский сельсовет; г) Локновский и Любятинский — в Васильевский сельсовет; д) Краснодудовский и Палкинский — в Палкинский сельсовет и е) Ключевский и Симонятский — в Грибулевский сельсовет.
Указом Президиума Верховного Совета РСФСР от 14 января 1958 года в состав Палкинского района были включены Брицовский, Горбуновский, Качановский сельсоветы одновременно упразднённого Качановского района (с селом Качаново), которая в 1920—1945 годах входила в состав Латвии; северная часть (с селом Лавры), в свою очередь, была присоединена к Печорскому району, входившему в 1920—1945 годах в состав Эстонии.
Решением Псковского облисполкома № 383 от 26 октября 1959 года объединены сельсоветы: а) Гороховский и Палинский — в Палкинский сельсовет; б) Брицовский и Горбуновский — в Родовский сельсовет; в) Грибулевский, Добыченский и Макаровский — в Новоуситовский сельсовет. Также был упразднён Гавриловский сельсовет, его населённые пункты переданы в состав Васильевского, Палкинского и Черского сельсоветов.
Указом Президиума Верховного Совета РСФСР от 22 ноября 1961 года Палкинский район был упразднён. Васильевский и Качановский сельсоветы переданы в состав Печорского района, Палкинский и Черский сельсоветы — в состав Псковского района, Новоуситовский и Родовский сельсоветы — в состав Островского района.
Указом Президиума Верховного Совета РСФСР от 30 декабря 1966 года район был образован в третий раз в прежнем составе сельсоветов.
Решением Псковского облисполкома № 441 от 15 октября 1985 года районный центр село Палкино отнесено к категории рабочих посёлков и образован Палкинский поссовет.
Постановлением Псковского областного Собрания депутатов от 26 января 1995 года сельсоветы района, как и всей области, стали называться волостями.

## Экономика
Пищевая промышленность:
- ПО «Палкинский хлебозавод»

сельскохозяйственные предприятиямя:
- ООО "Агрофирма «Черская»
- ООО «МТС»
- ООО «Агро Балтика»
- ООО «Нерта»
- ООО «Зелёная долина»
- ООО «Сады Плескавы»

## Транспорт
Через район проходит железная дорога протяжённостью 12 км.

## Известные уроженцы
- Кустов Алексей Фёдорович (1905—1962) — советский военачальник, генерал-майор, участник Советско-финской и Великой Отечественной войны. Родился в деревне Усадище (сельское поселение «Палкинская волость»).